# Abraham z Egiptu
Abraham z Egiptu – święty mnich koptyjski. Wspominany w Kościele koptyjskim według obowiązującego tam kalendarza 21 maja.
Był uczniem egipskiego pustelnika i mnicha Agatona Milczącego, żyjącego w IV wieku.